# Les Mythes vikings
Les Mythes vikings est une série documentaire d'animation créée par Sylvain Bergère et sortie en 2024. Elle mélange des images animées ainsi que des iconographies issues de la peinture et de la sculpture, sous la narration de François Busnel.

## Synopsis
La mythologie nordique y est représentée à travers ses personnages et événements les plus importants.

## Saison 1
La saison se concentre sur le destin des dieux nordiques, des géants, des neufs mondes formant Yggdrasil et de la venue de Ragnarök.

### Épisodes
1. Les Visions d'Odin
2. Les Trophées des dieux
3. Les Noces sanglantes
4. Les Enfants de Loki
5. Le Sang de Kvasir
6. La Malédiction de l'anneau
7. Sigurd et la Valkyrie déchue
8. La Malédiction de la völva
9. Les Sarcasmes de Loki
10. Le Crépuscule des dieux

## Réception
La presse accueille bien la série,,,,.